# Temporada da NHL de 1926–27
A temporada da NHL de 1926–27 foi a décima temporada da National Hockey League (NHL). Dez times jogaram 44 partidas cada. O sucesso do Boston Bruins e do Pittsburgh Pirates levou a NHL a se expander mais longe nos  Estados Unidos. Em 4 de maio de 1926, a Western Hockey League, incapaz de lidar com os salários cada vez maiores oferecidos pela NHL, faliu, com muitos de seus bens vendidos à NHL. Em particular, o Quadro de Governantes da NHL comprou os contratos de cada jogador da WHL por $258.000. Os elencos inteiros de dois times da WHL, o Portland Rosebuds e o Victoria Cougars, foram comprados, respectivamente, pelas expansões Chicago Black Hawks e Detroit Cougars. A liga também adicionou o New York Rangers ao grupo. Isso deixou a NHL em possessão única dos maiores jogadores de hóquei no gelo, além de ter o controle único do maior troféu do hóquei, a Stanley Cup, a qual foi vencida pelo Ottawa Senators.
Um novo troféu em memória de Georges Vezina, o Troféu Vezina, foi doado nesse ano por Leo Dandurand, Louis Letourneau e Joseph Cattarinich pela primeira vez ao goleiro que tivesse a menor média de gols contra na Liga.

## Negócios da Liga
No encontro da NHL de 25 de setembro de 1926, o Chicago Black Hawks e o Detroit Cougars foram adicionados à liga. Chicago comprou os jogadores do Portland Rosebuds, da WHL, e Detroit comprou os jogadores do Victoria Cougars. Frederic McLaughlin foi o novo governante de Chicago, e Charles A. Hughes de Detroit.
Toronto comprou os jogadores da franquia de Saskatoon; e Montreal contratou George Hainsworth. O resto dos jogadores da WHL seria distribuído por um comitê de Frank Calder, Leo Dandurand e James Strachan.
Um encontro especial foi realizado em 26 de outubro, no qual a NHL foi dividida nas divisões Americana e Canadense (embora o New York Americans tenha sido colocado na divisão Canadense), junto a alteraçõs no formato do play-off: o melhor time de cada divisão enfrentaria o vencedor da série de total de gols entre o segundo e o terceiro colocados de suas divisõs. Os vencedores de outra série de total de gol se enfrentariam em uma série melhor de 5 nas finais da Stanley Cup.

### Mudanças de Regras
As linhas azuis foram movidas para 60 pés da linha do gol de 20 pés da linha central vermelha para aumentar o tamanho da zona neutra.

## Temporada Regular
O Montreal Canadiens, último colocado em 1925–26, resolveu seus problemas com goleiros ao assinar com George Hainsworth, o qual Georges Vezina havia designado para ser seu sucessor. Eles posteriormente fortaleceram seu time ao assinarem com Herb Gardiner do Calgary Tigers da Western League para a defesa. Os Canadiens terminaram em segundo da divisão Canadense para enfrentar Ottawa, que havia sido o líder.
Dave Gill, secretário-tesoureiro (administrador geral), decidiu assumir o comando técnico do Ottawa Senators. Ele seria assistido por Frank Shaughnessy, um antigo técnico dos Senators na NHA, o qual o assistiria nas estratégias dos jogos. Ottawa terminou em primeiro na Divisão Canadense, como resultado.
Durante a temporada, o Toronto St. Patricks foi comprado por Conn Smythe e renomeado para Toronto Maple Leafs. Todavia, o time estava sob contrato para usar o nome St. Patricks na temporada 1926-27, e a liga regulou que o time deveria cumprir o contrato. Ele se tornou Toronto Maple Leafs na temporada seguinte.

### Classificação Final
|                                  | PJ | V  | D  | E | GP | GC | PTS |
| -------------------------------- | -- | -- | -- | - | -- | -- | --- |
| Ottawa Senators                  | 44 | 30 | 10 | 4 | 86 | 69 | 64  |
| Montreal Canadiens               | 44 | 28 | 14 | 2 | 99 | 67 | 58  |
| Montreal Maroons                 | 44 | 20 | 20 | 4 | 71 | 68 | 44  |
| New York Americans               | 44 | 17 | 25 | 2 | 82 | 91 | 36  |
| Toronto St. Patricks/Maple Leafs | 44 | 15 | 24 | 5 | 79 | 94 | 35  |

|                     | PJ | V  | D  | E | GP  | GC  | PTS |
| ------------------- | -- | -- | -- | - | --- | --- | --- |
| New York Rangers    | 44 | 25 | 13 | 6 | 95  | 72  | 56  |
| Boston Bruins       | 44 | 21 | 20 | 3 | 97  | 89  | 45  |
| Chicago Black Hawks | 44 | 19 | 22 | 3 | 115 | 116 | 41  |
| Pittsburgh Pirates  | 44 | 15 | 26 | 3 | 79  | 108 | 33  |
| Detroit Cougars     | 44 | 12 | 28 | 4 | 76  | 105 | 28  |

Nota: PJ = Partidas Jogadas, V = Vitórias, D = Derrotas, E = Empates, Pts = Pontos, GP = Gols Pró, GC = Gols Contra

Times que se classificaram aos play-offs estão destacados em negrito.

### Artilheiros
PJ = Partidas Jogadas, G = Gols, A = Assistências, Pts = Pontos, PEM = Penalizações em Minutos
| Jogador           | Time                            | PJ | G  | A  | Pts |
| ----------------- | ------------------------------- | -- | -- | -- | --- |
| Bill Cook         | New York Rangers                | 44 | 33 | 4  | 37  |
| Dick Irvin        | Chicago Black Hawks             | 43 | 18 | 18 | 36  |
| Howie Morenz      | Montreal Canadiens              | 44 | 25 | 7  | 32  |
| Frank Fredrickson | Detroit Cougars / Boston Bruins | 44 | 18 | 13 | 31  |
| Babe Dye          | Chicago Black Hawks             | 41 | 25 | 5  | 30  |
| Ace Bailey        | Toronto St. Patricks            | 42 | 15 | 13 | 28  |
| Frank Boucher     | New York Rangers                | 44 | 13 | 15 | 28  |
| Billy Burch       | New York Americans              | 43 | 19 | 8  | 27  |
| Harry Oliver      | Boston Bruins                   | 42 | 18 | 6  | 24  |
| Duke Keats        | Boston / Detroit Cougars        | 42 | 16 | 8  | 24  |

### Goleiros Líderes
PJ = Partidas Jogadas, MJ=Minutos Jogados, GC = Gols Contra, TG = Tiros ao Gol, MGC = Média de gols contra
| Jogador           | Time                             | PJ | MJ   | GC  | TG | MGC  |
| ----------------- | -------------------------------- | -- | ---- | --- | -- | ---- |
| Clint Benedict    | Montreal Maroons                 | 43 | 2748 | 65  | 13 | 1.42 |
| Lorne Chabot      | New York Rangers                 | 36 | 2307 | 56  | 10 | 1.46 |
| George Hainsworth | Montreal Canadiens               | 44 | 2732 | 67  | 14 | 1.47 |
| Alex Connell      | Ottawa Senators                  | 44 | 2782 | 69  | 13 | 1.49 |
| Hal Winkler       | New York Rangers / Boston Bruins | 31 | 1959 | 56  | 6  | 1.72 |
| Jake Forbes       | New York Americans               | 44 | 2715 | 91  | 8  | 2.01 |
| John Ross Roach   | Toronto St. Patricks             | 44 | 2764 | 94  | 4  | 2.04 |
| Hap Holmes        | Detroit Cougars                  | 41 | 2685 | 100 | 6  | 2.23 |
| Roy Worters       | Pittsburgh Pirates               | 44 | 2711 | 108 | 4  | 2.39 |
| Hugh Lehman       | Chicago Black Hawks              | 44 | 2797 | 116 | 5  | 2.49 |

## Playoffs
Com a falência da Western Hockey League, a Stanley Cup se tornou o troféu de campeonato da NHL. os times da NHL agora batalhavam entre si pela desejada Copa. O novo alinhamento de divisões e o novo formato de play-offs também significavam que uma equipe americana estava garantida para ser o primeiro time da NHL dos Estados Unidos a fazer uma final da Stanley Cup. 
Todas as datas em 1927

### Quartas-de-final
Montreal Canadiens vs. Montreal Maroons
| Data        | Visitante          | Placar | Mandante           | Placar | Notas |
| ----------- | ------------------ | ------ | ------------------ | ------ | ----- |
| 29 de março | Montreal Canadiens | 1      | Montreal Maroons   | 1      |       |
| 31 de março | Montreal Maroons   | 0      | Montreal Canadiens | 1      | (OT)  |

Montreal Canadiens venceram a série de gols por 2-1
Boston Bruins vs. Chicago Black Hawks
| Data        | Visitante           | Placar | Mandante            | Placar | Notas              |
| ----------- | ------------------- | ------ | ------------------- | ------ | ------------------ |
| 29 de março | Boston Bruins       | 6      | Chicago Black Hawks | 1      | Jogado em New York |
| 31 de março | Chicago Black Hawks | 4      | Boston Bruins       | 4      |                    |

Boston venceu a série de gols por 10-5

### Semifinais
Ottawa Senators vs. Montreal Canadiens
| Data       | Visitante          | Placar | Mandante           | Placar | Notas |
| ---------- | ------------------ | ------ | ------------------ | ------ | ----- |
| 2 de abril | Ottawa Senators    | 4      | Montreal Canadiens | 0      |       |
| 4 de abril | Montreal Canadiens | 1      | Ottawa Senators    | 1      |       |

Ottawa venceu a série de gols por 5–1
New York Rangers vs. Boston Bruins
| Data       | Visitante        | Placar | Mandante         | Placar | Notas |
| ---------- | ---------------- | ------ | ---------------- | ------ | ----- |
| 2 de abril | New York Rangers | 0      | Boston Bruins    | 0      |       |
| 4 de abril | Boston Bruins    | 3      | New York Rangers | 1      |       |

Boston venceu a série de gols por 3–1

### Final da Stanley Cup
Boston Bruins vs. Ottawa Senators
| Data        | Visitante       | Placar | Mandante        | Placar | Notas |
| ----------- | --------------- | ------ | --------------- | ------ | ----- |
| 7 de abril  | Ottawa Senators | 0      | Boston Bruins   | 0      | (OT)  |
| 9 de abril  | Ottawa Senators | 3      | Boston Bruins   | 1      |       |
| 11 de abril | Boston Bruins   | 1      | Ottawa Senators | 1      | (OT)  |
| 13 de abril | Boston Bruins   | 1      | Ottawa Senators | 3      |       |

Ottawa venceu a série melhor de 5 por 2–0–2

### Artilheiro do play-off da NHL
PJ = Partidas Jogadas, G =Gols, A = Assistências, Pts = Pontos, 
| Jogador         | Time          | PJ | G | A | Pts |
| --------------- | ------------- | -- | - | - | --- |
| Harry Oliver    | Boston Bruins | 8  | 4 | 2 | 6   |
| Percy Galbraith | Boston Bruins | 8  | 3 | 3 | 6   |

## Prêmios da NHL
| Prêmios da NHL de 1926-27  | Prêmios da NHL de 1926-27             |
| -------------------------- | ------------------------------------- |
| Troféu Memorial Hart:      | Herb Gardiner, Montreal Canadiens     |
| Troféu Memorial Lady Byng: | Billy Burch, New York Americans       |
| Copa O'Brien:              | Ottawa Senators                       |
| Troféu Príncipe de Gales:  | Ottawa Senators                       |
| Troféu Vezina:             | George Hainsworth, Montreal Canadiens |

## Estreias
O seguinte é uma lista de jogadores importantes que jogaram seu primeiro jogo na NHL em 1926–27 (listados com seu primeiro time, asterisco(*) marca estreia nos play-offs):
- Percy Galbraith, Boston Bruins
- Eddie Shore, Boston Bruins
- Harry Oliver, Boston Bruins
- Duke Keats, Boston Bruins
- George Hay, Chicago Black Hawks
- Mickey MacKay, Chicago Black Hawks
- Dick Irvin, Chicago Black Hawks
- Frank Foyston, Detroit Cougars
- Jack Walker, Detroit Cougars
- Frank Fredrickson, Detroit Cougars
- George Hainsworth, Montreal Canadiens
- Art Gagne, Montreal Canadiens
- Herb Gardiner, Montreal Canadiens
- Hap Emms, Montreal Maroons
- Red Dutton, Montreal Maroons
- Norman Himes, New York Americans
- Paul Thompson, New York Rangers
- Bill Cook, New York Rangers
- Bun Cook, New York Rangers
- Murray Murdoch, New York Rangers
- Lorne Chabot, New York Rangers
- Clarence Abel, New York Rangers
- Ching Johnson, New York Rangers
- Ace Bailey, Toronto St. Patricks
- Butch Keeling, Toronto St. Patricks
- Carl Voss, Toronto St. Patricks

## Últimos Jogos
O seguinte é uma lista de jogadores importantes que jogaram seu último jogo na NHL em 1926-27  (listados com seu último time):
- Shorty Green, New York Americans
- Newsy Lalonde, New York Americans
- Jack Adams, Ottawa Senators
- Bert Corbeau, Toronto St. Patricks